# Amt Schrevenborn
Das Amt Schrevenborn ist ein Amt im Kreis Plön in Schleswig-Holstein.
Das Amt wurde am 1. Januar 2007 aus den drei bis dahin amtsfreien Gemeinden Heikendorf, Mönkeberg und Schönkirchen im Zuge der schleswig-holsteinischen Verwaltungsstrukturreform gebildet. Namensgebend ist das Gut Schrevenborn in der Gemeinde Heikendorf, in der sich auch der Amtssitz befindet. Seit 1917 ist das Gut im Besitz der Familie Hagedorn, der heutige Besitzer heißt Fred Hagedorn.